# 蛭間町
蛭間町（ひるまちょう）は、愛知県津島市の地名。

## 地理
津島市北東部に位置し、東はあま市、西は椿市町・宇治町・葉苅町、南は神守町・大木町・光正寺町、北は青塚町・寺野町にそれぞれ接する。

## 歴史

### 町名の由来
蛭沼の約とされる。

### 沿革
- 1889年（明治22年） - 海東郡蛭間村が合併に伴い、同郡野間村大字蛭間となる[1]。
- 1906年（明治39年） - 合併に伴い、神守村大字蛭間となる[1]。
- 1955年（昭和30年） - 合併に伴い、津島市蛭間町となる[1]。

## 世帯数と人口
2018年（平成30年）1月1日現在の世帯数と人口は以下の通りである。
| 町丁   | 世帯数  | 人口    |
| ------ | ------- | ------- |
| 蛭間町 | 528世帯 | 1,360人 |

### 人口の変遷
国勢調査による人口の推移
| 1995年（平成7年）  | 1,444人 | [ WEB 5 ] |  |
| 2000年（平成12年） | 1,529人 | [ WEB 6 ] |  |
| 2005年（平成17年） | 1,481人 | [ WEB 7 ] |  |
| 2010年（平成22年） | 1,444人 | [ WEB 8 ] |  |
| 2015年（平成27年） | 1,344人 | [ WEB 9 ] |  |

## 学区
市立小・中学校に通う場合、学区は以下の通りとなる。また、公立高等学校に通う場合の学区は以下の通りとなる。
| 番・番地等 | 小学校             | 中学校             | 高等学校 |
| ---------- | ------------------ | ------------------ | -------- |
| 全域       | 津島市立蛭間小学校 | 津島市立神守中学校 | 尾張学区 |

## 交通
- 西尾張中央道（愛知県道65号一宮蟹江線）[2]
- 愛知県道79号あま愛西線[2]
- 愛知県道116号青塚永和停車場線[2]

## 施設
- 喜多神団地[2]
- 津島市立蛭間小学校[2]
- 愛知県立津島東高等学校[2]
- 神明社[2]
- 八幡社[2]
- 諏訪社[2]
- 浄土宗大徳寺[2]
- 真宗大谷派覚恩寺[2]

## その他

### 日本郵便
- 郵便番号 : 496-0004[WEB 3]（集配局：津島郵便局[WEB 12]）。

### WEB
1. ↑  “愛知県津島市の町丁・字一覧”.   人口統計ラボ. 2019年6月24日閲覧。
2. 1 2  “津島の統計（平成30年4月1日） - No.2 人口”.   津島市 (2018年5月30日). 2019年6月24日閲覧。
3. 1 2  “郵便番号”.  日本郵便. 2019年6月24日閲覧。
4. ↑  “市外局番の一覧”.   総務省. 2019年6月24日閲覧。
5. ↑  総務省統計局 (2014年3月28日). “平成7年国勢調査の調査結果(e-Stat) - 男女別人口及び世帯数 －町丁・字等” (CSV). 2019年4月27日閲覧。
6. ↑  総務省統計局 (2014年5月30日). “平成12年国勢調査の調査結果(e-Stat) - 男女別人口及び世帯数 －町丁・字等” (CSV). 2019年4月27日閲覧。
7. ↑  総務省統計局 (2014年6月27日). “平成17年国勢調査の調査結果(e-Stat) - 男女別人口及び世帯数 －町丁・字等” (CSV). 2019年4月27日閲覧。
8. ↑  総務省統計局 (2012年1月20日). “平成22年国勢調査の調査結果(e-Stat) - 男女別人口及び世帯数 －町丁・字等” (CSV). 2019年4月27日閲覧。
9. ↑  総務省統計局 (2017年1月27日). “平成27年国勢調査の調査結果(e-Stat) - 男女別人口及び世帯数 －町丁・字等” (CSV). 2019年4月27日閲覧。
10. ↑  “学校区について”.   津島市 (2015年1月30日). 2019年6月24日閲覧。
11. ↑  “平成29年度以降の愛知県公立高等学校（全日制課程）入学者選抜における通学区域並びに群及びグループ分け案について”.   愛知県教育委員会 (2015年2月16日). 2019年1月14日閲覧。
12. ↑  “郵便番号簿 2018年度版” (PDF).   日本郵便. 2019年6月10日閲覧。

### 書籍
1. 1 2 3 4 5  「角川日本地名大辞典」編纂委員会 1989, p. 1149.
2. 1 2 3 4 5 6 7 8 9 10 11 12  「角川日本地名大辞典」編纂委員会 1989, p. 1728.